# Primera División de Nicaragua 2023-2024
La Primera División de Nicaragua 2023-2024, nota anche come Liga Primera 2023-2024, è stata la 81ª e 82ª edizione della massima serie del campionato di calcio del Nicaragua. Il campionato è iniziato il 29 luglio 2023 e si è concluso il 19 maggio 2024.
Il campionato è diviso in due tornei separati, l'Apertura e il Clausura, con lo stesso formato e le stesse squadre partecipanti, che decreteranno due campioni nazionali.

## Stagione

### Novità
Dalla scorsa edizione del campionato è retrocesso il Juventus Managua, ultimo nella classifica aggregata, mentre dalla Segunda División è stato promosso il San Francisco Masachapa, vincitore dell'edizione 2022-2023.

### Formula
Le 10 squadre partecipanti giocheranno due distinti gironi, ognuno con partite di andata e ritorno da 18 giornate, l'Apertura e il Clausura, e al termine di ognuno di essi le prime 6 classificate si qualificano per i play-off, che prevedono tre turni a eliminazione diretta di andata e ritorno. La vincitrice della fase ad eliminazione diretta è campione del periodo.
L'ultima classificata nella classifica aggregata viene retrocessa in Segunda Division, mentre la penultima gioca uno spareggio promozione/retrocessione contro una squadra di Segunda Division.

## Squadre partecipanti
| Club                    | Città     | Stagione precedente                                 |
| ----------------------- | --------- | --------------------------------------------------- |
| Municipal Jalapa        | Jalapa    | 7° in Apertura, 8° in Clausura                      |
| Diriangén               | Diriamba  | Semifinali di Apertura, Finalista di Clausura       |
| Deportivo Sebaco        | Matagalpa | Quarti di finale di Apertura, 9° in Clausura        |
| Managua                 | Managua   | Semifinali di Apertura, Semifinali di Clausura      |
| San Francisco Masachapa | Masachapa | 1° in Segunda División                              |
| Matagalpa FC            | Matagalpa | 10° in Apertura, Semifinali di Clausura             |
| Ocotal                  | Ocotal    | 9° in Apertura, Quarti di finale di Clausura        |
| Real Estelí             | Estelí    | Campione di Apertura e di Clausura                  |
| UNAN                    | Managua   | 8° in Apertura, 7° in Clausura                      |
| Walter Ferreti          | Managua   | Finalista di Apertura, Quarti di finale di Clausura |

## Apertura

### Stagione regolare
|  | Pos. | Squadra          | Pt | G  | V  | N | P  | GF | GS | DR  |
|  | ---- | ---------------- | -- | -- | -- | - | -- | -- | -- | --- |
|  | 1.   | Real Estelí      | 42 | 18 | 13 | 3 | 2  | 37 | 9  | +28 |
|  | 2.   | Diriangén        | 33 | 18 | 10 | 3 | 5  | 24 | 18 | +6  |
|  | 3.   | Deportivo Sebaco | 30 | 18 | 9  | 3 | 6  | 29 | 32 | -3  |
|  | 4.   | Managua          | 25 | 18 | 6  | 7 | 5  | 33 | 26 | +7  |
|  | 5.   | UNAN             | 25 | 18 | 7  | 4 | 7  | 29 | 29 | 0   |
|  | 6.   | Municipal Jalapa | 22 | 18 | 5  | 7 | 6  | 22 | 25 | -3  |
|  | 7.   | Masachapa        | 21 | 18 | 6  | 3 | 9  | 18 | 32 | -14 |
|  | 8.   | Matagalpa        | 17 | 18 | 4  | 5 | 9  | 23 | 27 | -4  |
|  | 9.   | Walter Ferreti   | 17 | 18 | 3  | 8 | 7  | 17 | 24 | -7  |
|  | 10.  | Ocotal           | 15 | 18 | 4  | 3 | 11 | 21 | 31 | -10 |

Legenda:
      Qualificata ai play-off.

### Play-off

#### 1º turno
| Squadra 1        | Risultato | Squadra 2        |
| ---------------- | --------- | ---------------- |
| Deportivo Sebaco | 3 - 0     | Municipal Jalapa |
| Managua          | 4 - 1     | UNAN             |

#### Semifinali
| Squadra 1        | Totale | Squadra 2   | Andata | Ritorno |
| ---------------- | ------ | ----------- | ------ | ------- |
| Deportivo Sebaco | 1 - 5  | Diriangén   | 1 - 2  | 0 - 3   |
| Managua          | 0 - 1  | Real Estelí | 0 - 1  | 0 - 0   |

#### Finale
| Squadra 1 | Totale | Squadra 2   | Andata | Ritorno |
| --------- | ------ | ----------- | ------ | ------- |
| Diriangén | 2 - 1  | Real Estelí | 1 - 0  | 1 - 1   |

## Clausura

### Stagione regolare
|  | Pos. | Squadra          | Pt | G  | V  | N | P  | GF | GS | DR  |
|  | ---- | ---------------- | -- | -- | -- | - | -- | -- | -- | --- |
|  | 1.   | Diriangén        | 44 | 18 | 14 | 2 | 2  | 43 | 12 | +31 |
|  | 2.   | Real Estelí      | 35 | 18 | 10 | 5 | 3  | 33 | 13 | +20 |
|  | 3.   | Managua          | 30 | 18 | 8  | 6 | 4  | 32 | 20 | +12 |
|  | 4.   | Ocotal           | 27 | 18 | 8  | 3 | 7  | 23 | 29 | -6  |
|  | 5.   | Walter Ferreti   | 25 | 18 | 7  | 4 | 7  | 20 | 14 | +6  |
|  | 6.   | Municipal Jalapa | 25 | 18 | 7  | 4 | 7  | 20 | 25 | -5  |
|  | 7.   | Matagalpa        | 21 | 18 | 6  | 3 | 9  | 27 | 32 | -5  |
|  | 8.   | UNAN             | 21 | 18 | 6  | 3 | 9  | 25 | 32 | -7  |
|  | 9.   | Deportivo Sebaco | 18 | 18 | 4  | 6 | 8  | 25 | 40 | -15 |
|  | 10.  | Masachapa        | 5  | 18 | 1  | 2 | 15 | 19 | 50 | -31 |

Legenda:
      Qualificata ai play-off.

### Play-off

#### 1º turno
| Squadra 1 | Risultato | Squadra 2        |
| --------- | --------- | ---------------- |
| Ocotal    | 2 - 1     | Walter Ferreti   |
| Managua   | 2 - 3     | Municipal Jalapa |

#### Semifinali
| Squadra 1        | Totale | Squadra 2   | Andata | Ritorno |
| ---------------- | ------ | ----------- | ------ | ------- |
| Municipal Jalapa | 0 - 3  | Diriangén   | 0 - 2  | 0 - 1   |
| Ocotal           | 1 - 7  | Real Estelí | 0 - 2  | 1 - 5   |

#### Finale
| Squadra 1 | Totale | Squadra 2   | Andata | Ritorno |
| --------- | ------ | ----------- | ------ | ------- |
| Diriangén | 3 - 2  | Real Estelí | 1 - 2  | 2 - 0   |